# Raïon Industriel
Le raïon Industriel (en ukrainien : Індустріальний район) est un raïon (district) urbain de Kharkiv, la capitale de l'oblast de Kharkiv.

## Situation
Il englobe des territoires dans le sud-est de la ville de Kharkiv.

## Historique
Il a été formé en 1936 avec le développement industriel de Kharkiv.

## Lieux d’intérêt

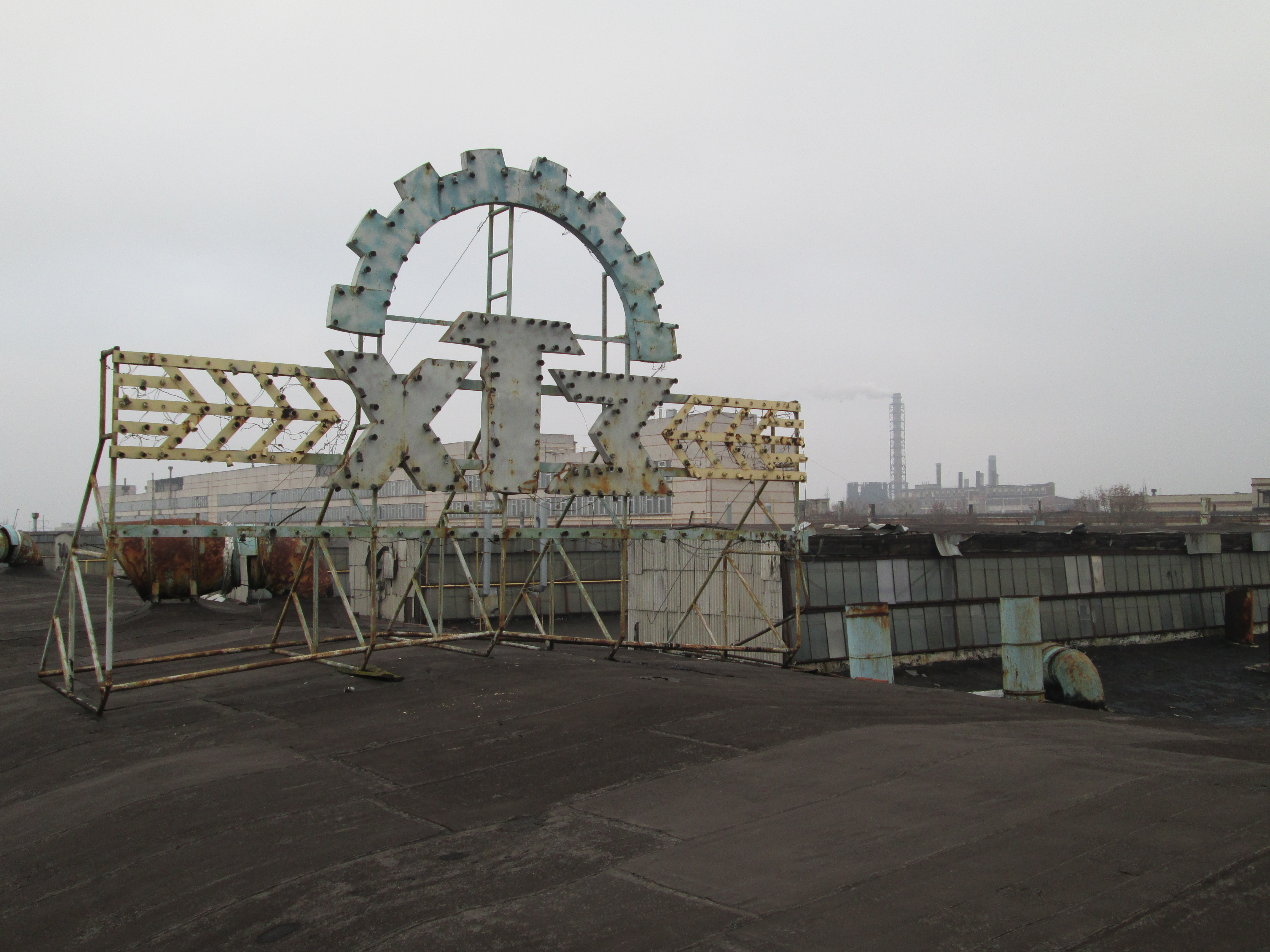
KhTZ, usine de tracteurs Kharkov.
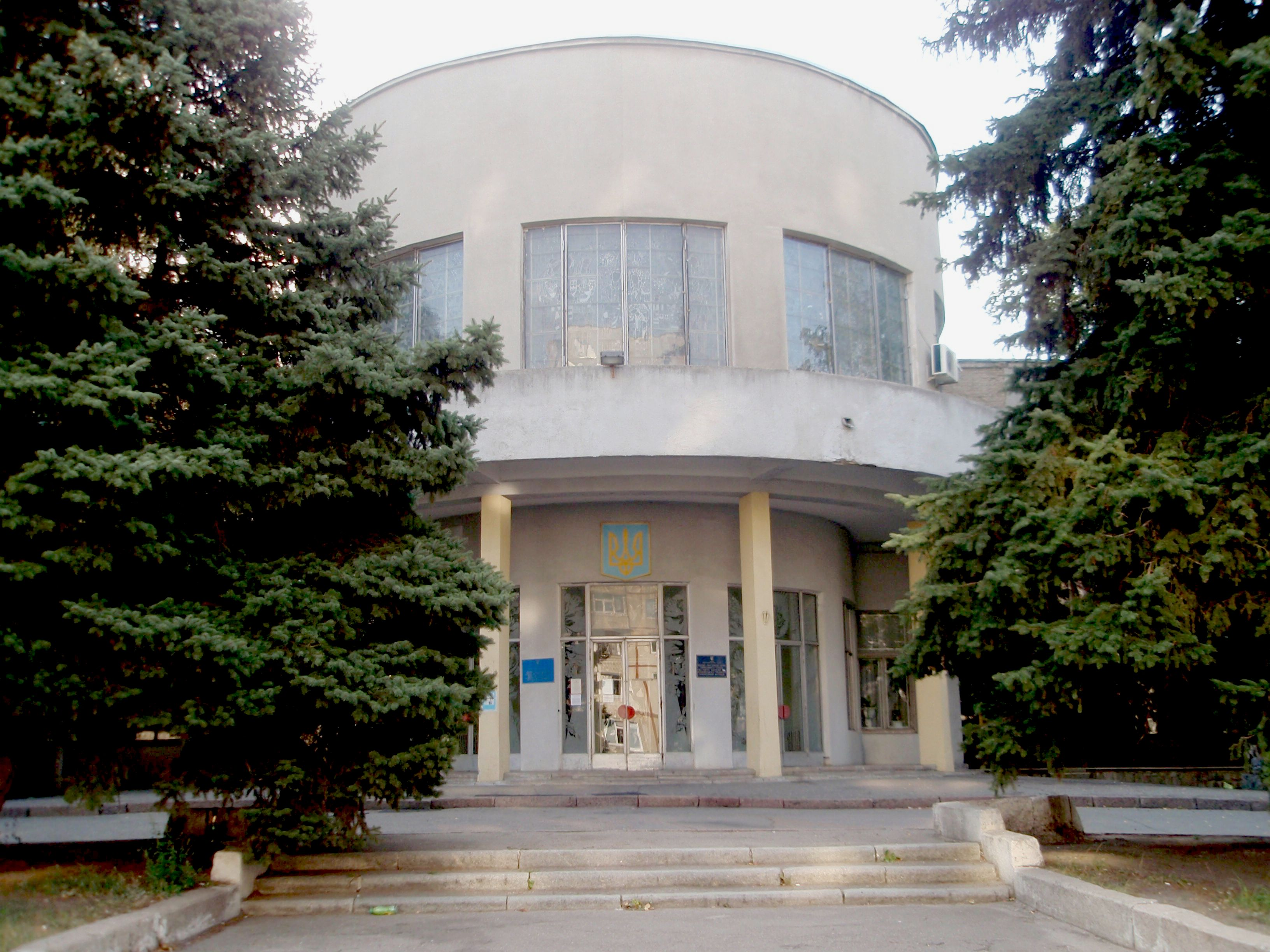
Palais Ordjonikidze.
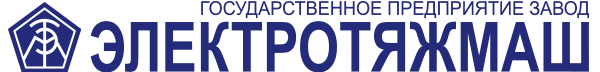
L'entreprise "Elektrotiajamach"